# جون روس روشي
جون روس روشي هو لاعب هوكي الجليد كندي، ولد في 23 يونيو 1900 في Port Perry ‏ في كندا، وتوفي في 9 يوليو 1973.

## وصلات خارجية
- جون روس روشي على موقع دوري الهوكي الوطني (الإنجليزية)
- جون روس روشي على موقع EliteProspects.com (الإنجليزية)
- جون روس روشي على موقع HockeyDB.com (الإنجليزية)
- جون روس روشي على موقع Hockey-Reference.com (الإنجليزية)